# Dinoflagelat luciferaza
Dinoflagelat luciferaza (EC 1.13.12.18, (dinoflagellate luciferin) luciferaza, Gonyaulax luciferaza) je enzim sa sistematskim imenom dinoflagelat-luciferin:kiseonik 132-oksidoreduktaza. Ovaj enzim katalizuje sledeću hemijsku reakciju
 luciferin + O2 {\displaystyle \rightleftharpoons } oksidovani dinoflagellate luciferin + 2O + hnu
Luciferaza je prisutna dinoflagelatama kao što su Gonyaulax poliedra, Lingulodinium poliedrum, Noctiluca scintillans, i Pirocystis lunula. To je jednodelni protein sa tri luciferazna domena.

## Literatura
- Nicholas C. Price; Lewis Stevens (1999). Fundamentals of Enzymology: The Cell and Molecular Biology of Catalytic Proteins (Third изд.). USA: Oxford University Press. ISBN 019850229X.
- Eric J. Toone (2006). Advances in Enzymology and Related Areas of Molecular Biology, Protein Evolution (Volume 75 изд.). Wiley-Interscience. ISBN 0471205036.
- Branden C; Tooze J. Introduction to Protein Structure. New York, NY: Garland Publishing. ISBN 0-8153-2305-0.
- Irwin H. Segel. Enzyme Kinetics: Behavior and Analysis of Rapid Equilibrium and Steady-State Enzyme Systems (Book 44 изд.). Wiley Classics Library. ISBN 0471303097.

## Spoljašnje veze
- Dinoflagellate+luciferase на 